# Сілезький стадіон
Сілезький стадіон (пол. Śląski, Шльонскі) — футбольний стадіон між містами Хожувом і Катовицями, найбільша за місткістю спортивна арена Польщі.

## Історія
Був відкритий 22 липня 1956 року і вміщував 120 000 глядачів на футбольних матчах, чемпіонатах світу зі спідвею та концертах.
Рішення збудувати стадіон було прийнято у 1950 році. Архітектор — Юліан Бжуховський. Будівництво було закінчено у 1956 році, і 22 липня було зіграно перший матч — товариська гра між збірними Польщі та НДР, яка завершилася перемогою німців з рахунком 0:2. 1959 року було встановлено електричне освітлення.
Спочатку стадіон був розрахований на 87 000 осіб, але часто виявлявся переповнений, і кількість глядачів досягала 90 000—100 000. 
18 вересня 1963 року було зафіксовано рекордну кількість глядачів (120 000) під час матчу Кубка чемпіонів УЄФА між «Гурником» з Забже та віденською «Аустрією». Згодом з міркувань безпеки було ухвалено рішення про скорочення кількості місць.
1993 року стадіон став офіційним домашнім стадіоном польської збірної. 
У 1990-х на стадіоні залишили лише сидячі місця, зменшивши місткість до 47 246 осіб.
Двічі на цьому стадіоні проти збірної Польщі проводила матчі національна збірна України: у відборі до ЧС-2002 6 жовтня 2001 року (1:1) та товариський 11 листопада 2020 року (0:2).